# De obesegrade
De obesegrade (originaltitel: The Undefeated) är en amerikansk westernfilm från 1969 i regi av Andrew V. McLaglen. Handlingen är löst baserad på sydstatsgeneralen Joseph O. Shelby försök att efter amerikanska inbördeskriget ansluta sig till Maximilians styrkor i Mexiko.

## Medverkande
| John Wayne      | – John Henry Thomas |
| Rock Hudson     | – James Langdon     |
| Tony Aguilar    | – General Rojas     |
| Roman Gabriel   | – Blue Boy          |
| Marian McCargo  | – Ann Langdon       |
| Lee Merriwether | – Margaret Langdon  |
| Merlin Olsen    | – Big George        |
| Melissa Newman  | – Charlotte Langdon |
| Bruce Cabot     | – Jeff Newby        |
| Michael Vincent | – Bubba Wilkes      |